# Acropiesta flaviventris
Acropiesta flaviventris är en stekelart som först beskrevs av Thomson 1858.  Acropiesta flaviventris ingår i släktet Acropiesta, och familjen hyllhornsteklar. Arten är reproducerande i Sverige.